# Idioma bangime
El idioma bangime (autoglotónimo bàŋɡí–mɛ̀), también llamado Bàŋgɛ́rí-mɛ̀, es una lengua hablada por unas 1500 personas de etnia dogón en siete aldeas en el sur de Malí, que se denominan a sí mismo bàŋɡá–ndɛ̀ ('pueblo oculto'). Si bien esta lengua se consideró durante mucho tiempo una lengua dogón más, aunque muy diferente del resto, Blench (2005) propuso que en realidad no era una lengua dogón sino una lengua aislada filogenéticamente independiente del dogón. La investigación posterior confirmó esta hipótesis mostrando que no está emparentada con las lenguas dogón cercanas.
Roger Blench, que descubrió que el bangime no es de hecho una lengua dogona, señala que,
This language contains some Niger–Congo roots but is lexically very remote from all other languages in West Africa. It is presumably the last remaining representative of the languages spoken prior to the expansion of the Dogon proper,
que data de hace 3000 o 4000 años.
El bangime ha sido descrito como una "antilengua", es decir, una lengua que sirve para distinguir a sus hablantes de una población general más amplia, posiblemente asociada con las aldeas de los bangande, que fueron un refugio para personas huidas de caravanas de esclavos.
Blench (2015) ha sugerido que el bangime y las lenguas dogón podrían haber tenido substrato lingüístico, ahora perdido, de tipo nilo-sahariano que se separó relativamente pronto del proto-nilo-sahariano y tentativamente denomina a esta rama nilo-sahariana como "mesetaria" (inglés "Plateau").

## Aspectos históricos, sociales y culturales

### Ubicación
El bangime se habla en siete aldeas al este de Karge, cerca de Bandiagara en la Región de Mopti, en Mali central (Blench, 2007). La lista de aldeas es:
- Bara (AFI: [bara])
- Bounou (AFI: [bunu])
- Niana (AFI: [ɲana])
- Die'ni (AFI: [jene])
- Digari (AFI: [diɡarɔ])
- Doro (AFI: [dɔrɔ])
- Due (AFI: [ʔjeni])

## Descripción lingüística

### Fonología
Las vocales usan el rasgo fonético ATR que regula el avance de la raíz de la lengua, que afecta a las consonantes circundantes, aunque a diferencia de otros sistemas fonológicos con ATR, no existe armonía vocálica del rasgo ATR en bangime. Las vocales son /i ɪ e ɛ a ɔ o ʊ u/, además la vocales pueden ser largas y nasalizadas.
Existen tres tonos posibles sobre sílabas de una mora (sílabas cortas): alto, bajo y ascendente. Además, existe un tono descendente que puede aparecer en sílabas largas. La sílabas además pueden carecer de un tono inherente.
El bangime tiene distinciones consonánticas que no aparecen en lenguas dogonas. Su inventario consonántico viene dado por:
| m | n | ɲ   | ŋ |
| p | t |     | k |
| b | d |     | ɡ |
|   | s | ɕ   |   |
|   | l | j ɥ | w |

Los grupos consonánticos con consonantes nasales, tienden a omitir el elemento oclusivo, y frecuentemente presentan lenición o nasalización de la sonorante: [búndà] ~ [búr̃a] ~ [bún] 'acabar', [támbà] ~ [táw̃à] ~ [támà] 'mascar'.
/b/ y /ɡ/ se realizan como [ʋ] y [ɣ], dependiendo del valor del rasgo ATR de las vocales adjyacentes. El fonema /s/ aparece como [ʃ] ante consonantes cerradas, /t/ y /j/ como [tʃ] y [ʒ] ante vocales palatales cerradas. El fonema /j/ se realiza como [dʒ] tras una nasal.

### Morfología
El bangime es una lengua aislante. Los únicos afijos productivos son la marca de plural y un diminutivo, que se usan sólo en las palabras que designan humanos.